# Lake Nebagamon
Lake Nebagamon è un villaggio degli Stati Uniti d'America, situato in Wisconsin, nella contea di Douglas.